# Jiří Polák
Jiří Polák (* 1948 in Prag; † 2014) war ein tschechisch-deutscher Schriftsteller, Dramaturg, Drehbuch- und Hörspielautor.

## Leben
Jiří Polák wurde als Sohn des Malers und Wirtschaftswissenschaftlers Ota Šik geboren. Sein jüngerer Bruder ist der Schweizer Architekt, Architekturtheoretiker und Professor Miroslav Šik. Polák absolvierte die Film- und Fernsehfakultät der Akademie der Musischen Künste in seiner Geburtsstadt und schloss sie unter seinem Lehrer Milan Kundera als diplomierter Drehbuchautor und Dramaturg ab. Von 1973 bis 1976 arbeitete Polák als Redakteur beim Zentralen Filmverleih Prag, bevor er von 1976 bis 1980 mit einem Berufsverbot belegt wurde. In dieser Zeit schrieb Polák unter verschiedenen Pseudonymen.
Nach seiner Ausbürgerung aus der damaligen Tschechoslowakei im Jahr 1980 siedelte Polák in die Bundesrepublik Deutschland über und nahm die deutsche Staatsbürgerschaft an. Hier arbeitete er zunächst 1982 als Gastdramaturg am Theater Freiburg, von 1985 bis 1989 war er Dozent für Dramaturgie und Drehbuchschreiben an der Deutschen Film- und Fernsehakademie Berlin (dffb). Ab 1989 wirkte Polák freischaffend, war aber auch weiterhin für die dffb tätig.
Polák schrieb unter anderem Drehbücher für die ZDF-Filme King of Evergreen und Tote sterben niemals aus, für die Tatort-Episode Ein Hauch von Hollywood und den Kurzfilm Alice im Niemandsland. Für die Bühne entstand 1995 neben anderen Arbeiten das Stück So nah – so fern, das am Schauspiel Leipzig uraufgeführt wurde und als bester deutscher Beitrag beim 1. Europäischen Dramatiker Wettbewerb lief. Daneben schrieb Polák eine ganze Reihe von Hörspielen für verschiedene Hörfunk-Sender.
Jiří Polák lebte zuletzt in Berlin.

## Schriften
- 1968: Sechzehn Katzen der Jungfrau Katty, Erzählung, Literaturmagazin Plamen, Prag
- 1982: Gesprächsführung oder Eine totale Lehrerin, Erzählung, Freiburger Lesebuch
- 2004: Paradies ist teuer, Kurzkrimi, Edition Karo, Berlin
- 2004: Fremde Tochter, fremdes Glück, Kurzkrimi, Edition Karo, Berlin
- 2005: Weihnachtsleichen, Kurzkrimi, Edition Karo, Berlin
- 2012: Wolfsgrenze, Roman, Leipziger Literaturverlag, ISBN 978-3-86660-143-7

## Hörspiele
- 1982: Reise ins Paradies – Regie: Heinz Wilhelm Schwarz[3]
- 1983: Die Tote trug ein dunkelblaues Kleid – Regie: Heinz Wilhelm Schwarz
- 1986: Wie ein Wasserhahn – Regie: Hein Bruehl
- 1987: Sonntag im Urwald – Regie: Hein Bruehl
- 1988: Feuer am Bodensee – Regie: Ulrike Brinkmann
- 1990: Das Glück des Voyeurs – Regie: Klaus-Michael Klingsporn
- 1991: Der Hunger des Kellners – Regie: Stefan Dutt
- 1993: Siesta – Regie: Karlheinz Liefers
- 1993: Liberti, der letzte Hund der Königin – Regie: Angeli Backhausen
- 1994: Café Lustgarten oder Rituale des Abendlandes – Regie: Klaus-Michael Klingsporn
- 2003: Korridor Drei – Regie: Christoph Pragua
- 2005: Neues vom Todesstreifen – Regie: Christoph Pragua
- 2008: Der Pianist – Regie: Jörg Schlüter
- 2008: Aus den Fugen (2. Folge: Casting ist alles) – Regie: Jürgen Dluzniewski
- 2009: Wer hat Angst vorm bösen Wolf? – Regie: Fabian von Freier
- 2013: Der Pianist im Tempel – Regie: Christoph Pragua

## Auszeichnungen
- 1988: Hörspiel des Monats August für Feuer am Bodensee